# فحص المعرفة
مسح المعرفة هي وسيلة لتقييم أداء دورة تدريبية أو تعليمية من خلال جمع الملاحظات من المتعلمين حول مستوى المعلومات التي حصلوا عليها بعد الانتهاء من الدورة. وهي تتألف عادة من مجموعة من الأسئلة التي تغطي المحتويات الكاملة للدورة. وعادة ما يقوم المسح الإحصائي بتقييم تعلم الطلبة وإتقانهم للمعرفة على جميع المستويات: من المعرفة والفهم الأساسيين إلى مستويات أعلى من التفكير. يمكن لمسوحات المعارف أن يخدم كأداة لالتلخيص التقييمي أو للتقييم التكويني. أنها فعالة في المساعدة في:
- الكشف عن نسبة تعلم الطلاب،
- تحسين أداء المدربين إيصالهم للمعرفة:
- توجيه الإدارات لاستكشاف مناهج وطرق تدريس جديدة.

## هيكل المسح
المسح المثالي يتكون من العديد من الأسئلة التي تغطي كل ما ورد في الدورة من ناحية مستويات نطاق بلوم للتفكير. وعادة ما يشمل مسح نموذجي ما يصل إلى 200 سؤال. والميزة الرئيسية لمسوح المعرفة هي أن الطلاب لا يجيبون على الأسئلة. بدلا من ذلك، ويقولون ما إذا كانوا يستطيعون الإجابة على السؤال وبأي درجة من الثقة. لذا، يستكمل الطلاب المسوحات بسرعة نسبيا.
لتسهيل التقييم، قد يعتمد نموذج الأسئلة المتعددة الخيارات في حين تتناول الخيارات مستوى المعرفة المحصلة والثقة في فهم موضوع معين. على سبيل المثال، فسؤال نموذجي يمكن أن تكون على الشكل التالي:
- أ- أنا أعرف هذا الموضوع جيدا.
- ب- وأنا أعلم بما لا يقل عن 50٪ من الموضوع جزئيا، كما أنني أعرف أين يمكنني العثور على مزيد من المعلومات حول هذا الموضوع. أنا واثق أنني في غضون 20 دقيقة يمكنني العثور على إجابة كاملة.
- ج- ولست على ثقة أنني أستطيع الإجابة على هذا السؤال.

## الروابط الخارجية
- ويغينز، زاي، ماكتاي، جي، 2001، فهم بالتصميم : برنتس هول، أبر سادل ريفر، نيو جيرسي، ص201.
- بناء مسح المعرفة على الانترنت.
- http://www.macalester.edu/geology/wirth/CourseMaterials.html مسوح المعارف: تصميم في نهاية المطاف الأفضل لأداة تقييم أعضاء هيئة التدريس والطلاب.
- استطلاعات المعارف: كن واضحا ومنظما وقادرا على الإثبات، النشرة أي تي أل، المجلد. 2، رقم 2 نسخة محفوظة 3 نوفمبر 2010 على موقع واي باك مشين.

## وسائط
- فائدة الأداة: فيديو
- إعداد مسح المعارف: فيديو
- رد الفعل الأولي للطالب: فيديو
- ما يشعر به الطالب في النهاية: فيديو
- كائن تعلم اليكسر - ميرلوت  نسخة محفوظة 27 يوليو 2011 على موقع واي باك مشين.